# 非洲日
非洲日（Africa Day），舊稱為非洲自由日（African Freedom Day）和非洲解放日（African Liberation Day）是自1963年以來，每年5月25日紀念非洲統一組織成立的紀念日。

## 歷史
首屆獨立非洲人大會在1958年4月15日於迦納首都阿克拉舉辦，主持者是迦納元首夸梅·恩克魯瑪，出席者包括衣索比亞、埃及、賴比瑞亞、利比亞、摩洛哥、蘇丹和突尼西亞，但不包括南非。這個會議象徵著非洲大陸每一年解放運動的進展情形，同時象徵著非洲人民決心擺脫外國的統治與剝削的決心，雖然自1900年起成立的泛非大會也致力於實現類似的願景，但當年以前的泛非大會都在非洲以外的地方舉辦，而這場會議是首次在非洲的土地上舉辦。在會議上，慶祝了第一次的非洲自由日。
五年後，1963年5月25日，三十個非洲國家的代表在衣索比亞皇帝海爾·塞拉西一世的主持下、於衣索比亞首都阿迪斯阿貝巴召開大會。在會議上、非洲統一組織宣告成立，其初衷在支持安哥拉、莫三比克、南非和南羅德西亞。該組織通過憲章，旨在支援被殖民國家的軍事行動，並企圖提升成員國的生活水準。塞拉西一世承諾：「這個組織將會千秋萬世。」
除了摩洛哥代表團是以觀察員身分出席，其他的參與者都在5月26日簽署憲章。 在該次會議中，非洲自由日更名為非洲解放日。2002年時，非洲聯盟取代了非洲統一組織，不過在5月25日的慶祝活動並沒有因此而停止。

## 慶祝活動
慶祝非洲日的活動主要在每一年的5月25日於非洲或世界各地舉辦，在某些情況下、慶祝活動可能會延續數日或數週。慶祝通常會伴隨著一個主題，例如2015年的主題與女性有關。在美國紐約舉辦一場活動裡，時任聯合國常務副秘書長楊·艾里亞森代秘書長潘基文出席並表示：「讓我們加緊努力，為非洲女性提供更多更好的教育、工作和醫療服務的機會，並期望以此加速非洲的轉變。」

## 外部連結
- Africa Day (African Union website)